# Adolf Frederik Gravenberch
Adolf Frederik Gravenberch (Clarenbeek, 1 februari 1811 – Paramaribo, 16 november 1906) was een arts in Suriname, die als slaaf werd geboren en waarschijnlijk de eerste arts van Afrikaanse afkomst in de kolonie was. De Gravenberchstraat in Paramaribo is naar hem vernoemd.

## Biografie

### Plantage Clarenbeek
Adolf Frederik Gravenberch werd 52 jaar voor de afschaffing van de slavernij geboren op de plantage Clarenbeek aan de Boven-Commewijne. Clarenbeek was sinds 1671 een suikerrietplantage aan de linkeroever van de Commewijnerivier. Volgens de Surinaamse almanak van 1821 was de plantage dat jaar verlaten. Het landgoed was toen in bezit van de broers S. en S.H. de la Parra.

### Opleiding tot arts
In een overlevering over Gravenberch wordt hij omschreven als leergierig: "Leergierig als de jongen was, besteedde hij elk vrij ogenblik aan lectuur waarop hij de hand kon leggen." Het zal duidelijk zijn geweest dat hij iets van hem kon verwachten, want op 15-jarige leeftijd werd hij door zijn eigenaar S. de la Parra toevertrouwd aan de arts Gottlieb August Steglich (1766-1838), die een groot hospitaal leidde in Paramaribo. Toen Steglich ziek werd, gaf hij de jongen over aan zijn vriend en collega George Cornelis Berch Gravenhorst, die aan de Gravenstraat eveneens een ziekenhuis runde. Hier breidde Adolf Frederik zijn medische kennis uit en werd uiteindelijk aangesteld als assistent-arts.
Deze loopbaan was opmerkelijk, want tot 1844 was het verboden slaven onderwijs te geven. Ook daarna bleef het verboden hen Nederlands te leren, de officiële taal van het bestuur. Pas in 1856 werd schrijfonderwijs aan slaven toegestaan.
In de eerste helft van de 19e eeuw werd het onderwijs onder slaven vrijwel uitsluitend verzorgd door zendelingen van de Evangelische Broedergemeente, met nadruk op christelijke inhoud en in het Sranantongo. 
Dat Adolf Frederik daardoor nooit goed Nederlands leerde lezen of schrijven, zou hem later worden aangerekend.

### Vrijgekocht
Zijn loon moest Adolf Frederik afstaan aan zijn eigenaar, die hem een deel ervan teruggaf. Toen hij voldoende had gespaard, kon hij in 1842 met hulp van Berch Gravenhorst een manumissie verkrijgen: een officiële vrijlating van de slavernij. Bij inschrijving in het burgerregister koos hij de achternaam Gravenberch.
Volgens gegevens van het Nationaal Archief in Den Haag verkreeg Gravenberch in 1846 ook vrijbrieven voor de huishoudster Adolphina Margaretha en zes kinderen, die eveneens de naam Gravenberch kregen. Vermoedelijk ging het om zijn echtgenote en hun kinderen, of in elk geval om bloedverwanten.
Vanaf 1832 golden vaste bedragen voor vrijmaking: 250 gulden voor kinderen, 400 gulden voor slaven ouder dan 40 jaar, en 500 gulden voor alle anderen. Daarnaast moest men lid zijn van een erkende geloofsgemeenschap, en pas twee jaar na het verkrijgen van een manumissie konden burgerrechten worden aangevraagd, mits men aantoonde zich gedurende die periode voorbeeldig gedragen te hebben.

### Arts
Na twee afgewezen aanvragen kreeg Gravenberch in 1855 bij koninklijk besluit – honoris causa – toestemming tot de uitoefening van de geneeskunde. Dit besluit, acht jaar vóór de afschaffing van de slavernij, wekte opschudding in de koloniale samenleving. De gezondheidscommissie had zich namelijk opnieuw tegen toelating van de Afro-Surinamer uitgesproken. In een brief aan gouverneur Johan George Otto Stuart von Schmidt auf Altenstadt klaagde men dat Gravenberch nauwelijks kon lezen of schrijven en zich enkel in het Sranantongo kon uitdrukken. Hij zou de medische theorie dus onmogelijk kunnen begrijpen. De gouverneur antwoordde dat het ongepast was de koning te beschuldigen van een gebrek aan afweging. Deze reactie had effect: de commissie haastte zich om Gravenberch op 1 augustus 1855 in te schrijven als lid van het medisch college.
Hij werd bekend als een kundig arts voor gewrichtspijn en inwendige abceessen en stond bekend om zijn zachtmoedigheid. Hij kreeg bijnamen als de man van wonderen, de dokter en de professor. Zijn kunde leverde hem steeds meer welgestelde klanten op, waardoor hijzelf financieel ook vooruit ging. Tien jaar na zijn inschrijving was hij in staat om in 1863 de houtplantages Osembo en Libanon te kopen en in 1865 de suikerplantage La Jalousie. Zelf afkomstig van een plantage was financieel beheer niet aan hem besteed. Hij verloor zijn welstand snel vanwege dalende suikerprijzen en tegenslagen op de houtplantages.
Korte tijd later opende hij in Paramaribo een eigen praktijk. Hij bleef als arts actief tot op hoge leeftijd en overleed in 1906 op 95-jarige leeftijd na een korte ziekte.

## Verder lezen
- Ph. Samson en fr. M.F. Abbenhuis, Adolf Frederik Gravenberch, 1811-1906. In: Emancipatie 1863-1963. Surinaamse Historische Kring, Paramaribo, 1964